# Fjodor Aleksandrovič Abramov
Fjodor Aleksandrovič Abramov (rusko Фёдор Алекса́ндрович Абра́мов), ruski pripovednik in literarni zgodovinar, * 29. februar 1920, † 14. maj 1983, Leningrad.
Po ostri kritiki idealiziranih prikazov sovjetskih kolhozov leta 1954 je pisal kmečko in vojno prozo.

## Dela
- Bratje in sestre - 1958
- Dve zimi in tri poletja - 1969
- Poti in razpotja - 1973
- Dom - 1978